# Landbrugsskolen Sjælland
Landbrugsskolen Sjælland er dannet som en fusion mellem Høng Landbrugsskole og Lyngby Landbrugsskole i 2005. Forinden fusionerede Høng Landbrugsskole med Sydsjællands Landbrugsskole i 2001. Landbrugsskolen Sjælland har fra 2007 fungeret som en afdeling under Roskilde Tekniske Skole.

## Historie

### Høng Landbrugsskole
Høng Landbrugsskole blev bygget i 1903 af Rasmus Jensen, der havde været lærer på Høng Folkehøjskole. Skolen har altid tilstræbt at kombinere det praktiske landbrug med den teoretiske undervisning. Det har givet sig udslag i flere interessante undervisningsformer. I 1990'erne gennemførtes således projekt "manden på gården", hvor eleverne fik overdraget skolelandbruget Torntofte til egen styring og pasning som en integreret del af undervisningen. Skolen har i mange år gennemført et samarbejde med Høng Gymnasium og HF om en studenterlinje for landbrugselever. Skolen er blevet moderniseret og udbygget betydeligt i de seneste år. 

### Lyngby Landbrugsskole
Lyngby Landbrugsskole startede undervisning i 1867 i Kongens Lyngby i bygninger, der i dag er en del af Frilandsmuseets bygninger.  Skolens første forstander,  Jørgen Carl la Cour satte folkehøjskolen højt, og det har præget skolen siden. I 1958 flyttedes skolen til Hillerød, hvor man byggede en helt ny skole. Dette gentog sig i 1974, hvor man valgte at flytte skolen til Ledreborg Allé ved Roskilde. Her opførte man et stort skolekompleks, hvorfra undervisningen også foregår i dag.

## Uddannelsen i dag
Begge afdelinger af Landbrugsskolen Sjælland (Høng og Roskilde) har kostskole tilknyttet skolen. Landbrugsskolen Sjælland udbyder alle grene af landbrugsuddannelsen, men landbrugsuddannelserne er nu samlet på afdelingen i Høng. Grundforløb i dyr, planter og natur udbydes på begge afdelinger. På Ledreborg Alle udbydes i dag en række AMU-kurser indenfor de grønne uddannelser.